# Otho

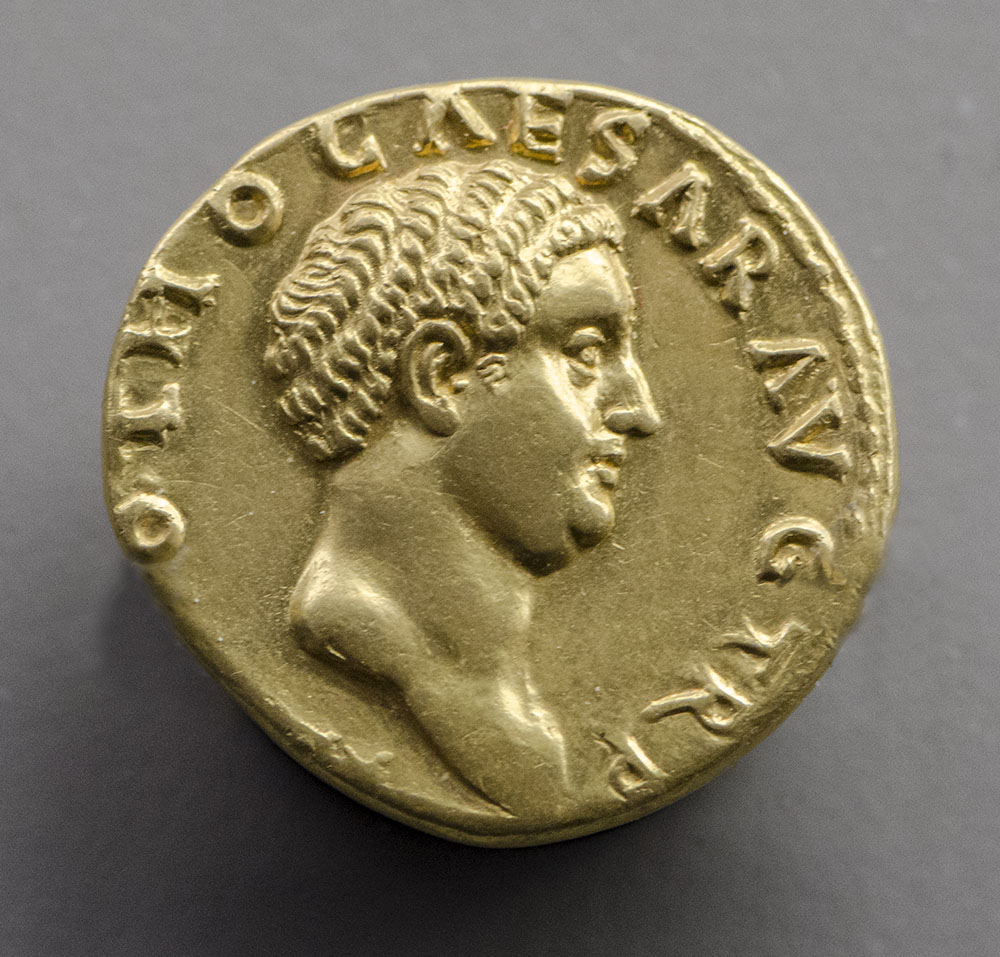
Aureus med Othos porträtt.

Marcus Salvius Otho, som kejsare Imperator Marcus Otho Caesar Augustus, född 28 april 32 i Ferentium, död 16 april 69 i Brixellum söder om Cremona (självmord), var romersk kejsare från 15 januari 69 till sin död. Otho var en av de kejsare som regerade under fyrkejsaråret. De tre övriga var Galba, Vitellius, och Vespasianus.

## Bakgrund
Marcus Salvius Othos släkt kom från Ferentium och ansågs härstamma från Etruriens furstar. Hans farfar Marcus Salvius Otho, som han döptes efter, tillhörde det romerska riddarståndet men blev som den första i sin släkt senator med Livia Augustas stöd. Fadern Lucius Otho var vän med kejsar Tiberius och upphöjdes till patricier av Claudius.
Marcus Otho föddes den 28 april år 32. Som ung var han känd för sitt lössläppta och slösaktiga beteende. Genom en äldre frigiven kvinna vid hovet fick han tillgång till kejsar Neros vänskapskrets. Inom kort blev han förtrogen med och umgängesvän till kejsaren, på grund av deras liknande personlighet och kanske även på grund av ett sexuellt förhållande. Otho gifte sig med Neros älskarinna Poppaea Sabina, men blev kejsarens ovän då denne själv blev förälskad i henne. Äktenskapet upplöstes och han sändes som ståthållare till Lusitanien, där han blev kvar i 10 år.

## Vägen till makten
När Galba gjorde uppror mot Nero fick han omedelbart stöd av Otho i Lusitanien som sedan förväntade sig att bli kejsare efter Galba. Men istället för att adoptera Otho adopterade Galba den relativt okände Lucius Calpurnius Piso Frugi Licinianus den 10 januari 69. Galba vägrade att betala praetorianerna den summa pengar som var brukligt vid kejsaradoptioner och reaktionen på adoptionen bland romarna och senaten var likgiltig. Således blev det lätt för Otho att vinna praetorianernas stöd och ta makten. Den 15 januari smugglades han till praetorianlägret där soldaterna utropade honom till kejsare. Galba valde att möta rebellerna istället för att barrikadera sig inne i kejsarpalatset och vid Forum Romanum möttes han och Piso av ryttare utsända av Otho där de dödades varefter deras huvuden bars runt i Rom spetsade på pålar.

## Otho som kejsare
Senaten var redan från början misstänksam mot den nye kejsaren, både på grund av att Otho varit en nära vän till Nero och på det sätt han tagit makten. Otho var kraftfull som ledare. De flesta provinserna svor honom trohet och han lät rusta upp alla Nerostatyer i Rom. Othos största problem var dels att han hade svårigheter med att bygga en politisk maktbas, men framförallt att rhenarméerna utropat en egen kejsare: Vitellius. Otho försökte i det längsta undvika inbördeskrig genom att ge Vitellius inflytande och erbjuda sig att gifta sig med hans dotter, men i mars 69 började Vitellius legioner förflytta sig mot Italien.
Vitellius armé, som var dubbelt så stor som Othos (Otho väntade på förstärkningar från Donaulegionerna), började bygga en bro över Po vilket tvingade Otho att beordra sina trupper att möta dem trots sitt underläge. Den 14 april besegrades Othos styrkor i slaget vid Cremona. När nyheten om nederlaget nådde Otho stack han sig själv till döds i sitt sovrum.

## Eftermäle
I efterhand hyllades Otho för sitt beslut att begå självmord istället för att fortsätta inbördeskriget. Många romare förundrades över att Neros gamle vän, känd för sin lössläppthet och feminina stil, hade tagit ett så modigt beslut. Vid hans begravning kysste många av hans soldater hans händer och fötter och tog sedan själva sitt liv. Under Domitianus regeringstid prisade diktaren Martialis Othos självmord och skrev att han i döden var större än Cato. Å andra sidan skrev Juvenalis hånfullt i sin satir på ämnet femininitet att Otho såg sig själv i spegeln innan en strid och pudrade sig och smörjde in ansiktet med deg för utseendets skull.